# Muping (Yantai)
Der Stadtbezirk Muping (chinesisch 牟平区, Pinyin Mùpíng Qū) ist ein Stadtbezirk in der ostchinesischen Provinz Shandong, der zum Verwaltungsgebiet der bezirksfreien Stadt Yantai gehört. Er hat eine Fläche von 1.515 km² und zählt 467.907 Einwohner (Stand: Zensus 2010). Regierungssitz ist das Straßenviertel Ninghai (宁海街道).

## Administrative Gliederung
Auf Gemeindeebene setzt sich der Stadtbezirk aus drei Straßenvierteln und zehn Großgemeinden zusammen. 

## Persönlichkeiten
- Lu Chuanzan (1932–2018), Politiker